# M8 (Armenien)
Die M8 (armenisch: Մ 8) ist eine Hauptstraße in Armenien im Norden des Landes. Die Straße verbindet Wanadsor mit Dilidschan und ist ein Teil der Transitstrecke zwischen Gjumri und dem östlichen Armenien. 

## Geschichte
Die M8 war früher Teil der Transitstrecke von der Türkei nach Baku in Aserbaidschan und der einzige Weg ohne hohe Gebirgspässe. 

## Orte an der Straße
- Wanadsor
- Dilidschan